# 305-mm-Haubitze M1939 (Br-18)
Die 305-mm-Kanone M1939 (Br-18) (russisch: 305-мм гаубица образца 1939 года (Бр-18)) (GAU Index – 52-G-725) ist ein sowjetisches Geschütz, welches vor dem Zweiten Weltkrieg entwickelt wurde und in geringem Umfang in diesem Krieg zum Einsatz kam.

## Entwicklung

### Hintergrund
Seit der Gründung der Sowjetunion fehlte im industriellen Bereich viel Wissen und die westlichen Staaten hatten eine schnellere Industrialisierung durchlaufen, als das ehemalige Zarenreich. Wie auch zu zaristischen Zeiten, setzte die junge Sowjetunion auf den Einkauf von ausländischen technischen Produkten, doch bereits grundsätzlich mit dem Ziel, für diese Produkte eigene industrielle Fertigungskapazitäten zu entwickeln.
Die tschechoslowakische Rüstungsindustrie hatte einen guten Ruf und bot zur Finanzierung des eigenen Staates sein Wissen und seine Fertigungskapazitäten an. Noch bevor das Deutsche Reich die Eigenstaatlichkeit des Nachkriegsstaates beendete, hatten die Skodawerke im April 1938 einen Vertrag mit den Verantwortlichen in der Sowjetunion geschlossen, welcher die Entwicklung einer schweren Kanone sowie einer schweren Haubitze beinhaltete. Der Vertrag sah die Fertigung je eines Prototyps und eine umfängliche Dokumentation für den Nachbau vor. Bezahlt werden sollten die bestellten Geschütze und Unterlagen mit Getreidelieferungen.

### Ausführung
Die Entwicklungsgruppe von Skoda erhielt die Aufgabe, für die Waffe einen Schraubverschluss zu entwickeln. Dies war für ein Skoda-Produkt ungewöhnlich, doch bestand der Auftraggeber auf der Entwicklung einer Waffe die mit Geschoss und Beutelkartuschen geladen wurde.
Um die Zeichnungen für die Fertigung nutzbar zu machen, wurden im Stalingrader Geschützfabrik „Rote Barrikaden“ (russisch: Красные Баррикады), bzw. Sawod No. 221, zwei spezielle Ingenieurbüros eingerichtet. Das Projekt hatte die höchste Priorität und im Zweischichtbetrieb wurde der Nachbau anhand der Pläne für die künftige Artilleriewaffe Barrikady No. 18 (Br-18) vorbereitet.

### Erprobung
Im September 1940 wurde mit der Erprobung des Geschützes begonnen. Diese dauerte bis November 1940 und endete damit, dass die Rote Armee die Waffe einführte. Hierfür wäre normalerweise eine Truppenerprobung erforderlich gewesen, doch es wurde verlangt so schnell wie möglich mit der Serienfertigung zu beginnen, so wurde das Versuchsschießen zur Truppenerprobung erklärt und die formale Forderung galt als erfüllt.

## Technische Beschreibung
Das Geschütz verfügt über ein Rohr, das als Monoblock gefertigt war und auch im Feld ausgetauscht werden konnte. Der Verschluss verfügte über den bei sowjetischen Artilleriewaffen zumeist verwendeten unterbrochenen Schraubmechanismus. Das Rohr mit Bodenstück wiegt 12.400 kg.
Im Gegensatz zum Schwestergeschütz, der 210-mm-Kanone M1939, besagt die Dienstvorschrift, dass ein Abfeuern der Waffe nur in der Winkelgruppe +45° bis +70° erfolgen soll, da die Rückstoßkräfte überwiegend in die Bettungslafette abgeleitet werden sollen.

## Munition
Die verfügbaren Sprenggeschosse erzeugten bei sandigem Boden einen zwei bis zweieinhalb Meter tiefen und fünf bis acht Meter breiten Krater. Gemauerte Wände konnten bis zu einer Stärke von 2 Metern durchschlagen werden.
Die Betongranate MI-1063 hatten lediglich eine Mündungsgeschwindigkeit von etwa 330 m/s und konnte bei einem Auftreffwinkel von 60° eine 2 m starke Bunkerdecke durchschlagen und Werke mit einer Stärke von 3 m mit einer geringeren Treibladung und einem doppelten Treffer.

## Produktion
Die Produktion lief unmittelbar nach der Freigabe an und bis ins Jahr 1941 schaffte es das Werk im Jahr 1940 bereits drei Geschütze auszuliefern. Dann war man der veränderten Situation durch den Angriff der Wehrmacht geschuldet gezwungen die Fertigung zu beenden.

## Einsatz
Im Januar 1941 galten drei Geschütze als fertiggestellt, diese wurden nach Leningrad geschickt. Hier war die geringere Reichweite beim Einsatz gegen den deutschen Belagerungsring ein geringeres Problem. Der Munitionsbestand für dieses Geschütz war sehr limitiert, da die Geschosse anfänglich nur aus der tschechoslowakischen Produktion stammten.
Die schweren Haubitzen sollen beim Kriegsende auch noch beim Angriff auf Königsberg zum Einsatz gekommen sein.

## Museale Rezeption
Trotz der niedrigen Produktionszahl blieb eine dieser eindrucksvollen Haubitzen der Nachwelt erhalten. Sie ist im Militärgeschichtlichen Museum der Artillerie in St. Petersburg zu besichtigen.